# Escola Activa
L'Escola Activa va ser un moviment que va sorgir al segle xix com a resposta contrària a l'escola tradicional del moment. Aquesta vol aplicar mètodes d'ensenyament actius, és a dir, maneres d'aprendre a través de l'activitat.
Aquesta escola criticava el magistrocentrisme, l'enciclopedisme, el verbalisme, i la passivitat; amb l'objectiu de definir un nou rol als diferents participants del procés educatiu.
També s'ha aplicat el nom d'Escola Activa a aquella que forma part del moviment de l'Escola nova o que en segueix les orientacions.
El moviment de l'aprenentatge actiu trenca amb el paradigma tradicional que parteix de l'exercitació continua, rutinària i repetitiva de l'estudiant com l'única possibilitat d'adquisició de coneixements i de l'aprenentatge. Contràriament, l'Escola Activa enfoca l'acció com condició i garantia de l'aprenentatge.
Els mètodes d'ensenyament actiu permeten desterrar la imposició, la indiferència i la repulsió, i d'introduir-hi, de manera exclusiva, exercicis que responguin a les necessitats dels alumnes: necessitat de saber, necessitat de produir i de crear, necessitat de buscar allò que fa falta.
Tot i que els/les principals representants del moviment mantenien algunes diferències, existeixen correspondències significatives entre ells/es. L'acció, com condició de l'aprenentatge està basada en les premisses teòriques de, entre altres pedagogs, Maria Montessori sobre l'ús dels sentits, de Friedrich Wilhelm August Fröbel sobre el joc o de Célestin Freinet sobre la importància de l'expressió. Aquestes teories adjudiquen als nens i nenes un paper com éssers competents amb interessos i curiositats naturals, amb habilitats úniques, amb potencial per a aprendre i amb capacitat per prendre decisions importants per ells mateixos.

## Concepte
L'Escola Activa és un enfocament pedagògic integral que promou la instrucció personalitzada i la creació de forts vincles entre l'escola i la comunitat per tal d'assegurar que els nens i nenes aprenguin les competències necessàries per a la vida. Moltes persones asseguren que va ser justament la història del nostre procés personal, que ens va portar a fer els primers passos per a crear una escola alternativa, la que els havia inspirat per buscar nous camins en la seva pròpia relació amb els nens i nenes, fos privada o professionalment. Es basa en les capacitats de sentir i comprendre, fet que fomenta la iniciativa pròpia i la presa de decisions, sense por a equivocar-se, per a formar persones segures i amb confiança en ells mateixos. Una metodologia pedagògica que substitueix l'aprenentatge basat en la por i l'hostilitat per un de basat en l'amor, el respecte i la llibertat.
El sistema actiu exigeix un nivell molt alt de preparació, una disposició inesgotable per tot el que és nou, una capacitat infinita per inventar, confeccionar, reunir, ordenar, i conservar materials.
La proposta d'Escola Activa neix com a resultat d'un procés participatiu que ha permès analitzar la complexitat dels problemes que afecten la qualitat de l'escola, reconeixent la participació comunitària i els patrons culturals. Per tant, és un aprenentatge significatiu i autònom, on la creativitat està present. En aquest cas, el/la docent té un paper d'acompanyament a l'alumnat, proporcionant-li recursos cognitius i emocionals més apropiats. Bàsicament centra l'atenció en els nens i nenes, les seves idees i els seus interessos, ja que és amb ells, en què es basa l'educació.
"El Professor i el llibre ja no són els únics instructors: les mans, els ulls, les orelles, de fet, el cos sencer, es converteixen en fonts d'informació, mentre que el professor i el llibre de text es converteixen, respectivament, en l'iniciador i el verificador, un substitut de l'experiència personal, no poden substituir el viatge real".

## Història i origen
La pedagogia contemporània del segle xix i XX té una gran riquesa i intensitat, els corrents es succeeixen els uns als altres i les publicacions es multipliquen de manera sorprenent. Això es deu en part, al ressorgiment dels estudis filosòfics i psicològics dels quals es nodreix en gran part la pedagogia i per l'atenció creixent als problemes de l'educació. Però també es deu, al resultat del moviment pacifista que va succeir la Primera Guerra Mundial que va aparèixer per assegurar al món un futur de pau. Res podia ser més eficaç que el desenvolupament a les generacions joves, per mitjà de l'educació, el respecte a la persona humana. Així sorgirien els sentiments de solidaritat i de fraternitat humana, contraris als de guerra i de violència.
Els orígens d'aquest corrent pedagògic, la primera etapa de la història de l'Escola Activa, els trobem en els idealistes que s'oposaven al que es qualificava d'escola tradicionalista, aquella escola del magistrocentrisme que no tenia en compte les capacitats i els interessos dels alumnes, que viva i oferia una visió fictícia i allunyada de la realitat quotidiana, del món. El primer referent que es pot trobar és, del segle xv, de Vittorino Ramboldini da Feltre, qui va fundar “La casa de l'Alegria”, una escola en la qual basant-se en els seus estudis sobre Plató, Virgili o Homer buscava evitar l'educació memorística. També cal esmentar com a precursors a Erasme de Rotterdam, a Michel de Montaigne o a François Rabelais, els quals, entre d'altres, van plasmar les seves idees sobre el que creien que havia de canviar de l'educació tradicional. Aquests pensadors van influir a Rousseau en realitzar el 1762 la seva obra Emili o de l'educació, on plasma els plantejaments no tradicionalistes amb profunditat. Pestalozzi, deixeble de Rousseau, va ser un precursor de la metodologia nova; deixant enrere la teoria de l'educació porta a la pràctica en l'escola els principis teòrics. Fröbel, deixeble a la vegada de Pestalozzi, posa l'accent a la idea de l'activitat, a la importància del joc, de l'activitat sensoriomotriu, etc.
La segona etapa, la qual es troba entre el 1900 i el 1907, és basa en la formulació de la nova ideologia. En aquesta etapa trobem l'escola experiencial de John Dewey o l'escola del treball de Kerschensteiner. John Dewey va plasmar la tendència activista dels autors anteriors en les seves obres, on proposava l'educació per l'acció. Aquesta proposta la va dur a terme a l'escola que va fundar el 1896, la “University Elementary School” de la Universitat de Chicago. Gairebé simultàniament, Jorge Kerchensteiner va començar a reformar les escoles de la ciutat de Múnic en un sentit activista i anys després va llançar al món l'expressió “Escola de treball” (Arbeitsschule) que els pedagogs suïssos van traduir pel terme “Escola Activa” amb el qual es designa avui a tot el moviment.
La tercera és la de creació de mètodes (1907-1918), en la qual destaquen sobretot Maria Montessori i Ovide Decroly, entre altres pedagogs. En aquesta etapa Helen Parkhust organitza el Pla Dalton als Estats Units partint de l'activitat personal de l'alumne, el principi de la individualització i de llibertat i el principi de la comunitat escolar; aquest pla els alumnes cerquen el seu propi desenvolupament, l'obligació de l'educand és guiar pas a pas aquest desenvolupament. També trobem en aquesta etapa, un dels pioners en l'àmbit educatiu del Mètode de Projectes, Kilpatrick, el qual considera que per mitjà de projectes es pot estructurar tot el currículum, com a proposta innovadora enfront de la rigidesa del treball per continguts.
A partir de 1918 trobem la darrera i quarta etapa, la de difusió de l'educació activa per mitjà d'associacions internacionals i per pedagogs com Célestin Freinet, Jean Piaget i altres.

## Principals pedagogs de l'Escola Activa
Al llarg de la història de l'educació, diversos autors han desenvolupat propostes respecte al procés d'aprenentatge dels estudiants, considerant la creativitat, l'ensenyament centrat en l'infant, el rol actiu en el seu propi procés d'aprenentatge i la importància del rol facilitador del docent. La metodologia activa no respon a un mètode rígid o a una sola proposta pedagògica. Sorgeix del diàleg de diferents corrents pedagògics, que apunten a la construcció pròpia del coneixement, de manera autònoma, considerant els ritmes i interessos dels alumnes.
Són Rousseau, Pestalozzi i Fröbel els que han de figurar com principals forjadors de la mentalitat que es va plasmar a finals del segle xix i va desenvolupar en el que es denomina com mètode actiu. Rosseau va proclamar la necessitat d'estudiar i conèixer els alumnes i de respectar la seva llibertat i la seva espontaneïtat. Pestalozzi, amb el seu principi d'intuïció, postulava la tasca educativa com l'art d'ajudar a l'autodesenvolupament. Fröbel, en els seus Kindergarten, posà al nen amb contacte amb les coses i prenent com a base la seva instintiva activitat lúdica, desenvolupà les seves capacitats.
Les idees sembrades pels pedagogs nomenats anteriorment, han tingut la seva influència en la pedagogia del nord-americà Dewey, dels europeus Decroly, Claperade, Ferrière, Freinet i Vigotskyi i de l'educadora Maria Montessori, d'entre altres.
A continuació es presenta una breu explicació del que proposen els principals representants de la metodologia activa:

### John Dewey (1859-1952)
John Dewey, essent professor de filosofia a la Universitat de Michigan, va començar a interessar-se en l'educació primària i secundària quan va esdevenir examinador dels programes d'estudis de les escoles secundàries. Allí hi va constatar que els problemes escolars tenen el seu origen en la formació donada a les escoles primàries i va cercar, aleshores, una nova possibilitat de formació que fos més engrescadora per a l'alumne i que generés canvis socials. Dewey, va concebre un pla d'acció per fer que l'escola fos més interessant i més creïble des del punt de vista de la recerca científica.
El 1896 va crear l'Escola Laboratori de la Universitat de Chicago, convençut que els investigadors de l'educació necessiten aquesta mena d'escola laboratori per posar-hi a prova, de manera pràctica, els resultats dels seus treballs teòrics. Dewey considerava que els nens són éssers actius que aprenen mitjançant l'enfrontament a situacions problemàtiques que sorgeixen en el curs de les activitats que mereixen el seu interès.
Afirmava que els nens no arriben a l'escola com pissarres en blanc passives en les que els mestres poden escriure les lliçons de la civilització. Quan el nen arriba a l'aula ja és intensament actiu, amb interessos, i la tasca de l'escola ha de ser utilitzar aquests interessos orientant les activitats cap a resultats positius. El concepte d'interès és fonamental dins la teoria educativa de Dewey: l'escola s'ha de basar en la curiositat de l'infant, i l'aprenentatge ha de provenir d'activitats que l'interessin. L'ensenyant ha de descobrir els objectes que puguin interessar els alumnes i, apostant per aquest interès en la matèria d'estudi, s'obtindrà un compromís sostingut en l'aprenentatge.

### Maria Montessori (1870-1952)
Maria Montessori és una de les dones més conegudes de la història italiana. Encara que va ser la primera dona que es va graduar en medicina a Itàlia, és coneguda principalment com a educadora. El seu mètode d'ensenyament -el mètode Montessori- encara s'utilitza a tot el món. Com que no podia parlar anglès durant l'empresonament a l'Índia, hi va haver un gran obstacle per la seva comunicació amb els nens. Tanmateix, la necessitat d'adoptar una comunicació no verbal la va portar a un descobriment sensacional: els nens utilitzen un llenguatge innat i universal.
El mètode Montessori mostra unes teories educatives que funcionen mitjançant la col·laboració entre l'entorn, l'activitat de les experiències i la combinació entre la naturalesa humana i el currículum. Les experiències han demostrat que en l'educació del Mètode Montessori són tan importants per l'estudiant que maximitzen l'autoestima i encoratgen als alumnes a viure la felicitat i la satisfacció de l'educació infantil.
Considera que la psicologia experimental és fonamental per a la filosofia i la pedagogia, però s'oposa a la psicologia experimental del seu dia de quatre maneres: desconnectada de la pràctica, basada en excès en els mètodes de les ciències físiques i, fonamentalment, oferint exàmens detallats dels éssers humans (en particular els nens) en condicions anormals. En lloc d'aquestes normes vigents, Montessori suggereix un model del professor-científic en un entorn especialment preparat, que pot participar en una observació sostinguda i apassionada de nens "normalitzats".

### Ovide Decroly (1871-1932)
En la pedagogia d'Ovide Decroly la classe esdevé un taller, un laboratori en què l'infant actua i viu. S'hi practica el treball lliure, que permet tant l'autèntica experimentació com el dret a l'error. L'objectiu essencial del programa que proposa Decroly és fer de l'infant un ésser social coneixedor dels seus drets, les seves obligacions, els seus deures. La finalitat de l'educació és fer de l'infant un ésser honest, un bon ciutadà, un valor social, una utilitat econòmica, un ésser capaç de desenvolupar al màxim la seva personalitat tot respectant la dels altres. Partidari de la individualització de l'ensenyament, però dins del grup, mitjançant el joc i el treball en comú. Prioritza activitats que promoguin la iniciativa individual i l'originalitat, però també activitats solidàries i que demanin càrregues i responsabilitats col·lectives.
Per Decroly, no s'assoleix l'objectiu últim de l'escola si aquesta no és una escola de la vida per la vida, una escola que no utilitzi mitjans diferents dels de la vida que envolta l'infant, que satisfaci les necessitats, les tendències i els instints. Decroly va fer girar la seva pedagogia entorn els interessos de l'infant. Considera l'interès, l'incentiu per l'excel·lència del desenvolupament de l'infant. L'infant participa en l'elaboració dels seus propis coneixements en lloc de rebre passivament una successió de nocions previstes, i per això la funció del mestre cal que canviï radicalment de les escoles tradicionals: “No hi ha un mestre que parla mentre els alumnes escolten, sinó una col·laboració estreta en el transcurs de la qual l'infant aprèn a actuar”. La divisa del mestre ha de ser segons Decroly: “Poques paraules, molts fets. Mostra, fa observar en viu, fa analitzar, manipular, experimentar, confegir i col·leccionar”.

### Edouard Claparede (1973-1940)
Edouard Claparède va revolucionar la teoria i la pràctica de l'educació durant les dues primeres dècades del segle XX amb la seva idea d'educació funcional. L'educació funcional és la que agafa la necessitat de l'infant, el seu interès per aconseguir una meta, com palanca de l'activitat que desitja despertar en ell. Segons Claperède la seqüència de l'acció humana és: necessitat, interès, atenció i acció. Això significa que de la necessitat sorgeix l'interès, d'aquest l'atenció, i de tot això l'activitat del subjecte.
És la necessitat doncs, per Claparède, el principi de tot el que fan els infants. L'escola tradicional reclama actes que no responen a cap necessitat, reclama actes sense causa. Aquesta és la raó per la qual, al no estar els alumnes i els educands motivats, es recorre a una quantitat de medis, càstigs, exàmens, amenaces, etc., amb una eficàcia pràcticament nula. Altrament, l'Escola Activa està fundada sobre el principi de la necessitat: “per fer actuar el vostre alumne, poseu-lo en circumstàncies tals que experimenti la necessitat de realitzar l'acció que espereu d'ell”. Claparède afirma que una educació que respecta les lleis del desenvolupament natural de l'infant és l'única eficaç. La matèria a ensenyar ha d'interessar a l'alumne, i l'activitat que aquest desplegarà per adquirir-la, el treball que realitzarà per assimilar-la i dominar-la revestirà llavors d'un mode completament natural una forma de joc.

### Adolphe Ferrière (1879-1960)
Adolphe Ferrière és un dels pedagogs del moviment renovador educatiu que ha difós les idees de l'Escola Activa a Europa i el que va establir els principis de la Ligue Internationale de L'Education Nouvelle, celebrada a Calais en 1921. A partir del 1912 Ferrière emprèn l'inventari de les característiques d'una escola que pugui merèixer el qualificatiu de nova des del punt de vista de la psicologia, principis de les escoles que Ferrière anomenava laboratoris de pedagogia pràctica, on la vida intel·lectual s'hi associa harmoniosament amb les activitats materials i socials: aire lliure, treball manual (especialment hortícola i agrícola), gimnàstica natural i passejades alternant amb l'activitat escolar.
En aquests principis subratlla la supremacia de l'esperit, la individualitat, els interessos innats, la responsabilitat individual i social, la cooperació i la coeducació. Ferrière considera que l'impuls vital espiritual és l'arrel de la vida, la font de tota activitat. Va proposar l'expressió d'"Escola Activa" el 1920, referint-se a aquella escola en la qual les activitats espontànies, personals i productives són l'eix de tota l'educació i de totes les activitats. Per ell, l'educació activa fixava com a finalitat conservar i augmentar les energies útils i constructives de l'individu per fer d'ell una persona autònoma i responsable. Considerava que tot el que s'ensenyava des de fora, sense contacte amb les energies interiors, tendia a desequilibrar l'ésser i perjudicar-lo; en canvi, tot el que afavoria les energies constructives era bo. L'Escola Activa segons Ferrière, és l'escola de la iniciativa individual dels alumnes. En ella, "l'interès excita el desig d'obrar, és la condició del treball intel·lectual eficaç, productiu".

### Lev Vigotskyi (1896-1934)
Lev Vigotskyi va ser un psicòleg rus contemporani de Piaget, però es va separar de les teories psicològiques nord-americanes i europees, i es va centrar a investigar com es podien explicar els processos psicològics en els aspectes socials, històrics i culturals.
Va crear una teoria sociocultural perquè no veia possible un desenvolupament cognitiu sense la influència dels canvis socioculturals i creia que aquest desenvolupament era un procés d'adquisició de cultura.
Si desenvolupem funcions gràcies als estímuls exteriors, aleshores l'aprenentatge és anterior al desenvolupament i, per tant, l'educació és el motor del desenvolupament.
És a dir, la seva teoria planteja que l'aprenentatge s'anteposa al desenvolupament: primer ens desenvolupem de manera que això ens fa aprendre.

### Célestin Freinet (1896-1966)
Célestin Freinet va ser un dels referents innovadors més importants de la pedagogia moderna i popular, tant per les seves teories, radicalment antiautoritàries i democràtiques, com per l'aplicació d'un ampli ventall de tècniques que concedeixen a l'alumne un grau notori de llibertat i protagonisme i que li permeten adquirir un aprenentatge més sòlid, crític i eficient. Tècniques que estimulen el tanteig experimental, la lliure expressió infantil, la cooperació i la investigació de l'entorn. Freinet considerava que en les aules, els infants havien d'organitzar-se en assemblees que servissin per regular la vida del grup, revisar el treball, proposar projectes i prendre decisions. Creía que la pedagogia era el medi per transformar la humanitat, podia ser el medi de regeneració social i de superació del capitalisme explotador.
En la metodologia Freinet veiem reflectides algunes de les nocions de l'escola activa, ja que considerava que la renovació de l'ensenyança no podia procedir dels discursos o textos sinó que havia de procedir de les pràctiques i els medis tècnics. L'escola, segons Freinet, necessitava la introducció de noves tècniques de treball, la prestació d'un major interès educatiu al nen, la pràctica diària d'una activitat socialment motivada, la creació de nous instruments d'investigació i estudi i l'abandonament definitius dels mètodes de comunicar els coneixements. Per accedir a una educació alliberadora suggereix en nombrosos escrits, els camins que convindria seguir adaptant d'acord a les circumstàncies socials i a les condicions específiques del grup classe determinat, però orientades en qualsevol circumstància per una constant preocupació per accedir de forma progressiva i segura a l'educació del treball que percep com fonamental.
Va crear una escola privada i laica: l'escola de Vence, construïda a partir del 1934 i oberta als infants el 1935. En aquesta escola construïa pràctiques per aplicar la idea d'una escola centrada en l'infant: un infant membre de la comunitat i subjecte social. L'organització de l'escola era al voltant de l'infant, el pensament pedagògic innovador de Freinet reclamava el pas del magistrocentrisme al puerocentrisme.

## Característiques
- Concebre l'aprenentatge com un procés i no únicament com una recepció i acumulació de la informació. El coneixement està estructurat en xarxes de conceptes relacionades, les xarxes semàntiques, la nova informació s'adhereix a la xarxa ja existent i depenent de com es realitzi aquesta connexió, la nova informació podrà ser utilitzada o no. Això implica la concepció de l'aprenentatge com un procés constructiu i no receptiu.[32]
- Fomentar una nova relació mestre-alumne. El mestre passa a ser guia, entrenador, acompanyant, ajudant o auxiliar del nen. Algunes de les seves funcions són observar a l'infant, despertar en ell/a curiositats, esperar que l'interès susciti preguntes, ajudar-lo a trobar per ell mateix, si és possible, les respostes, demostrar, manipular, experimentar o deixar llibertat de paraula i d'acció.[27]
- Respectar el desenvolupament i naturalesa de l'infant. L'educació ha de desenvolupar qualitats latents en el nen i la seva naturalesa a diferència d'omplir-lo de qualitats elegides arbitràriament pels adults. L'alumne és capaç de construir el seu propi coneixement, ja que és un subjecte cognoscent i crític amb mitjans per comprendre i adaptar-se al món, al mateix temps que pot transformar-lo i transformar-se a si mateix.[33] L'escola no ha de ser una preparació per la vida, sinó la vida mateixa dels nens i de les nenes.[34]
- Tenir l'interès com a punt de partida. Un aprenentatge efectiu parteix d'alguna necessitat, aspiració o interès de l'infant. Així doncs, la funció de la pedagogia activa no consisteix a imposar criteris personals ni exercir una autoritat arbritrària, sinó en despertar aspiracions en els nens i les nenes basades en l'amor, la raó, la veritat i la justícia.[27]
- Utilitzar estratègies d'aprenentatge autodirigit i autònom. Gràcies al sentit de cooperació i solidaritat, les aules s'entenen com comunitats en les quals els nens i les nenes treballen en grup fomentant així les relacions interpersonals. A través de la discussió voluntària, oberta i honesta, s'ensenya a practicar la democràcia i a respondre a una imatge d'ésser lliure i respectuós de l'opinió.[35]
- Ocupar un espai ampli i natural. A diferència de l'educació tradicional que s'impartia únicament dins de l'aula, el moviment de l'Escola Activa considera que el lloc ideal per l'educació és el camp, ja que és un ambient espaiós i incitador d'exercicis variats indispensable per provocar un desenvolupament integral. Així doncs, l'infant ha de romandre tancat entre parets com menys millor, l'espai reduït de les aules és insuficient i inadequat per estimular en l'infant les activitats que necessita per formar-se.[7]

## Objectius
L'Escola Activa es fixa com a principal objectiu conservar i augmentar les energies útils i constructives de les persones per construir en elles personalitats autònomes i responsables. Tot el que s'imposa per la pressió externa, sense contacte amb les potències interiors, tendeix a desequilibrar a l'ésser i resulta, per tant, perjudicial. Tot el que afavoreix l'esforç i el desenvolupament és bo.
Segons John Dewey els principals objectius que ha de complir l'Escola Activa són:
- Trobar el material per aprendre des de l'experiència.
- Desenvolupament progressiu de l'experiència d'una manera més plena, més rica i organitzada.
- L'educador/a ha de seleccionar coses dins de l'experiència existent, que continguin la promesa i la potencialitat de presentar nous problemes.
- La connexió en el creixement ha de ser el principal eslògan.
- Fer que el creixement depengui de la presència de dificultats per superar amb l'exercici de la intel·ligència.
- Fer que els problemes sorgeixin de les condicions de l'experiència que es tenen en el present i que es troben dins de les capacitats de l'alumnat.
- S'ha d'aconseguir el despertar interès de l'alumnat perquè tinguin un desig actiu de la informació i de la producció de noves idees.
- Introduir a l'alumnat en matèries científiques i iniciar-los en els seus fets i lleis mitjançant el coneixement de les aplicacions socials de la vida diària.
- Utilitzar l'experiència existent com el mitjà per portar a l'alumnat a un món ambiental més ampli, més refinat i millor, físic i humà, que el trobat en les experiències de les quals parteix el creixement educatiu.
- Crear forts vincles entre l'escola i la comunitat per garantir les competències necessàries a la vida.
- Centrar l'atenció en els alumnes, les seves idees i els seus interessos, ja que és, amb ells, amb què es basa l'educació.[36]